# سیارک ۷۳۲۹
سیارک ۷۳۲۹ (به انگلیسی: 7329 Bettadotto، نامگذاری:1985GK) هفت هزار و سیصد و بیست و نهمین سیارک کشف شده‌است که در ۱۴ آوریل ۱۹۸۵ کشف شد.
قدر مطلق سیارک برابر ۱۳٫۲۰ است.